# Phelister pygmaeus
Phelister pygmaeus är en skalbaggsart som beskrevs av Heinrich Bickhardt 1918. Phelister pygmaeus ingår i släktet Phelister och familjen stumpbaggar. Inga underarter finns listade i Catalogue of Life.